# きらら☆プリンセス
『Disney’sきらら☆プリンセス』は田中利花（脚本）、小鷹ナヲ（作画）による漫画作品。
『なかよし』（講談社）にて2005年4月号から2006年7月号まで連載。その後連載先を『なかよしラブリー』（講談社）に移し、2006年8月号増刊から2008年1月号増刊まで連載された。

## 概要
『なかよし』（講談社）創刊50周年企画として、ディズニーのアーティスト養成機関であるイタリアの「ディズニーアカデミア」にて、ディズニーの世界観を徹底的に習得し、1年以上の準備期間を経て制作された。ディズニーとのタイアップ作品であり、オリジナルストーリーでは世界初となる。ディズニープリンセスとのクロスオーバー作品。

## あらすじ
アヴァロンに住む主人公のきららは、ディズニープリンセスが大好きな女の子。両親が、母親の治療で幸せの国と言われているパラディソスに行ってしまったため、トビネズミのティッピと暮らしていた。ある日、彼女はレイというティアラを持った少年に出会う。レイとその護衛であるバルドーは彼らの国が危機にあっていて、その危機を救ってくれるそのティアラの持ち主であるプリンセスを探しているという。そんな時、親友のエリカが、何者かにさらわれてしまう。エリカを追うきらら達は入らずの森の開かずの扉に遭遇。そんな時、ティアラの光によって開かずの扉は開き、その先はなんと白雪姫の世界だったのだ。

## キャラクター
きらら・リーノ
本作の主人公､ディズニープリンセスが大好きな少女。明るく、行動力に富むが、たまに無茶なことをする。
レイ
本作の準主役。自国の危機を救うプリンセスを探している。ぶっきらぼうで口が悪いが、根は優しい。きららとは当初折り合いが悪かったが、のちに恋仲になる。
ティッピ
きららのペット。背中にリボンをつけたメスのトビネズミ。
バルドー
レイの護衛。レイと一緒にプリンセスを探している。実は本作の黒幕でロボット。
エリカ･アンジュ
きららの親友。もの静かで上品な性格。何者かに連れ去られてしまう。
シルフィ
自称レイの婚約者。レイを「ダーリン」と呼び付け回す。

## 単行本
なかよしKCDXより刊行。
1. 2005年9月6日発売　ISBN 4063640906
2. 2006年3月6日発売　ISBN 4063641058
3. 2006年9月6日発売　ISBN 406364118X
4. 2007年4月6日発売　ISBN 4063641430
5. 2008年3月6日発売　ISBN 4063641783

## 小説
ディズニー文庫より2巻まで刊行。漫画と同様に田中利花著、挿絵は小鷹ナヲが担当している。
第2巻には「3巻に続く」という記述があるが、2011年現在刊行されていない。
1. 伝説のティアラと白雪姫 2008年9月20日発売　ISBN 406282907X
2. 第七のプリンセスの謎 2009年3月20日発売　ISBN 4062829177